# Miss Marvel
Miss Marvel é um codinome usado por um número considerável de super-heróinas de histórias em quadrinhos americanas da Marvel Comics. A personagem foi originalmente concebida como uma contraparte feminina do Capitão Marvel. Como o Capitão Marvel, a maioria dos portadores do título de Miss Marvel ganharam seus poderes através da tecnologia Kree ou genética. A Marvel publicou quatro séries intituladas Ms. Marvel, sendo as duas primeiras estreladas por Carol Danvers, e a terceira e quarta estreladas por Kamala Khan. A vilã Karla Sofen também assumiu o codinome como parte dos Vingadores Sombrios de Norman Osborn.